# Arteria pericardiofrénica
La arteria pericardiofrénica es una arteria que se origina como una delgada rama de la arteria torácica interna. No presenta ramas.

## Trayecto
Acompaña al nervio frénico, entre la pleura y el pericardio, hacia el diafragma, al cual irriga. Se anastomosa con las arterias musculofrénica y frénica inferior.

## Distribución
Se distribuye hacia el pericardio, diafragma y pleura.